# Mantella crocea
Mantella crocea (tên tiếng Anh: Yellow Mantella) là một loài ếch trong họ Mantellidae. Chúng là loài đặc hữu của Madagascar.
Các môi trường sống tự nhiên của chúng là các khu rừng ẩm ướt đất thấp nhiệt đới hoặc cận nhiệt đới, đầm nước nhiệt đới hoặc cận nhiệt đới, và đầm lầy. Loài này đang bị đe dọa do mất môi trường sống.

## Hình ảnh

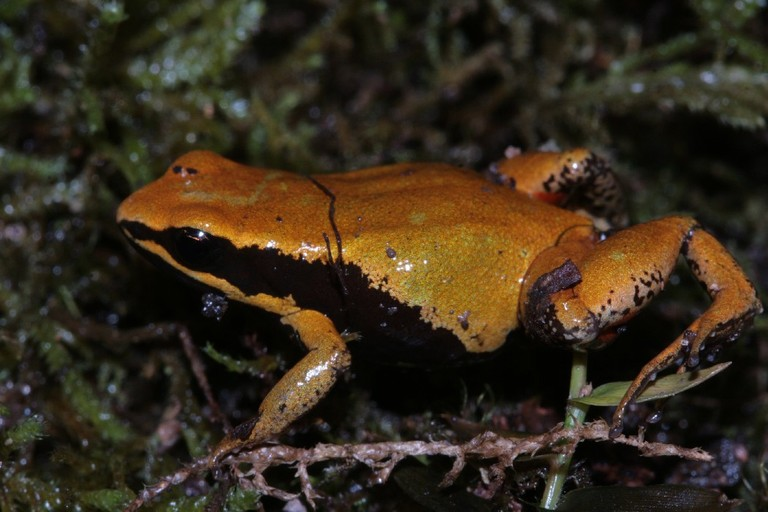